# کاروانسرای الفتح‌خان
 کاروانسرای الفتح خان  یکی از کاروان‌سراهای غرب استان هرمزگان در جنوب ایران است که مربوط به دوره صفویه است.
این کاروان‌سرا در شهر بستک و در بخش مرکزی شهرستان بستک هرمزگان واقع شده و یکی از آثار تاریخی و نقاط دیدنی استان هرمزگان به‌شمار می‌آید.
این مکان یکی از آثار تاریخی سر راه ارتباطی شهرستان لار به شهرستان بندر لنگه است.
این کاروانسرا در ابتدای جاده بستک به لار و بندرعباس واقع شده، و از آثار دوره‌ی صفویه به‌شمار می‌رود. اکنون به بخش خصوصی واگذار شده و کاربری سفره‌خانه سنتی دارد.